# Partito Socialista Autonomo

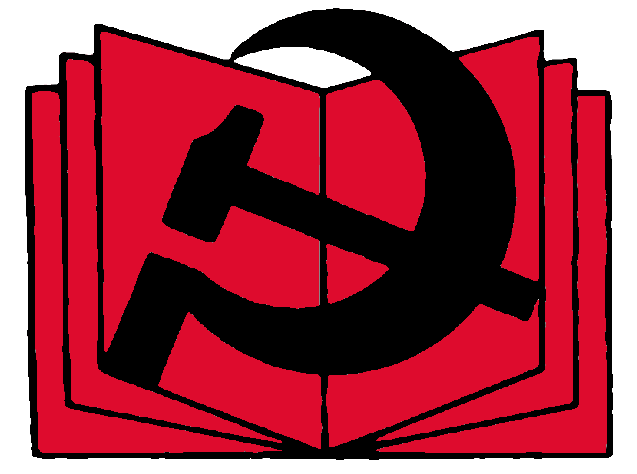
Kleines Logo der Schweizer PSA (1969–1988)

Der Partito socialista autonomo (deutsch Unabhängige sozialistische Partei) war eine marxistisch ausgerichtete politische Partei aus dem Schweizer Kanton Tessin.
Die linke Abspaltung der Tessiner SP wurde am 27. April 1969 gegründet. Die Gründer hatten sich um die seit 1965 bestehende Zeitung «Politica Nuova»  gesammelt  und standen der 68er-Bewegung nahe. Die Parteibasis bestand zu einem grossen Teil aus Lehrern und Staatsangestellten. In den 1970er Jahren profilierte sich der PSA mit lebhafter Oppositionsarbeit, sowohl in der Gesellschaft (beispielsweise im Mieterschutz) als auch im Tessiner Grossen Rat, wo er 1971–1991 mit sechs bis acht Abgeordneten vertreten war.
Bei den Schweizer Parlamentswahlen 1975 gelang dem PSA dank Zusammenarbeit mit der Partei der Arbeit und der PdA-Abspaltung «Comunità dei socialisti ticinesi» die Wahl seines ersten Sekretärs des PSA, Werner Carobbio, in den Nationalrat. Dieser bildete eine gemeinsame Fraktion mit der PdA, der sich ab 1979 auch die POCH anschloss.
In den 1980er Jahren verfolgte der PSA zunehmend eine sozialdemokratische Linie.  1987 konnte er mit Pietro Martinelli in den Regierungsrat einziehen. 1988 schloss er sich mit der  «Comunità dei socialisti ticinesi» zum Partito socialista unitario (deutsch: Vereinigte sozialistische Partei) zusammen. Dadurch kam ein schwieriger, von Rivalität geprägter Prozess der Wiederannäherung an den die Tessiner SP in Gang, der 1992 in der Fusion unter dem Dach der SP Schweiz mündete.